# 新阳镇 (天水市)
新阳镇，是中华人民共和国甘肃省天水市麦积区下辖的一个乡镇级行政单位。

## 行政区划
新阳镇下辖以下地区：
温家集村、周湾村、蒲池村、胡大村、王田村、沿河村、杨岘村、张坪村、凌尧村、石家坡村、蚰蜒咀村、王家庄村、赵家庄村、裴峡村、郭王村、坚家山村、姚家沟村、桥子沟村、张家阳屲村、肖王村、席寨村、赵胡村、温缑村和新寨村。
王田村实际上级两个村， 一个叫王家坡村，另一个叫田家坡村，还有霍家山庄。

## 中国传统村落
2012年，胡家大庄村被评为首批“中国传统村落”。